# 별의 커비 3
《별의 커비3》는 1998년 닌텐도에서 발매한 슈퍼패미컴용 횡스크롤 액션 게임이다. 당시 닌텐도 64의 등장으로 슈퍼패미컴이 퇴조하고 있던 시절인지라 많이 판매되지는 못했지만, 높은 완성도를 자랑하는 공식 커비 시리즈 타이틀이다. 이전 시리즈와 다른 파스텔톤의 그래픽이 돋보인다. 스테이지마다 특정 미션이 존재하며 이것을 클리어했을 경우에 별을 모을 수 있다. 이 미션들은 스테이지 내에서 언급되지 않기 때문에 플레이어가 직접 알아내서 클리어해야 하며, 모든 스테이지의 미션을 클리어해서 별을 모두 모아야만 최종보스를 만날 수 있다. 커비 시리즈의 특색인 카피 능력 외에도, 게임 내 등장하는 동물 친구들과의 협동 플레이가 클리어의 관건이다.

## 평가
| 평가                                                                   |        |
| ---------------------------------------------------------------------- | ------ |
| 평론 점수 평론사 점수 올게임 [ 1 ] IGN 7.0/10 [ 2 ] 닌텐도 파워 6.5/10 |        |
| 평론 점수                                                              |        |
| 평론사                                                                 | 점수   |
| 올게임                                                                 | [ 1 ]  |
| IGN                                                                    | 7.0/10 |
| 닌텐도 파워                                                            | 6.5/10 |